# Kvalspelet till världsmästerskapet i fotboll 2002 (Conmebol)
Kvalspelet till världsmästerskapet i fotboll 2002 (CONMEBOL) är de kvalomgångar som avgör vilka fyra eller fem sydamerikanska landslag som lyckas kvala in till VM 2002 i Sydkorea och Japan. Kvalserien bestod av totalt tio lag från Sydamerikanska fotbollsfederationen, och spelades under perioden 28 mars 2000-14 november 2001.
De fyra första lagen kvalade direkt in till VM, medan det femteplacerade laget fick spela ytterligare två kvalmatcher mot ett lag från det Oceaniska kvalspelet.

## Tabell
| Nr | Lag       | S  | V  | O | F  | GM | IM | MS  | P  |
| -- | --------- | -- | -- | - | -- | -- | -- | --- | -- |
| 1  | Argentina | 18 | 13 | 4 | 1  | 42 | 15 | +27 | 43 |
| 2  | Ecuador   | 18 | 9  | 4 | 5  | 23 | 20 | +3  | 31 |
| 3  | Brasilien | 18 | 9  | 3 | 6  | 31 | 17 | +14 | 30 |
| 4  | Paraguay  | 18 | 9  | 3 | 6  | 29 | 23 | +6  | 30 |
| 5  | Uruguay   | 18 | 7  | 6 | 5  | 19 | 13 | +6  | 27 |
| 6  | Colombia  | 18 | 7  | 6 | 5  | 20 | 15 | +5  | 27 |
| 7  | Bolivia   | 18 | 4  | 6 | 8  | 21 | 33 | −12 | 18 |
| 8  | Peru      | 18 | 4  | 4 | 10 | 14 | 25 | −11 | 16 |
| 9  | Venezuela | 18 | 5  | 1 | 12 | 18 | 44 | −26 | 16 |
| 10 | Chile     | 18 | 3  | 3 | 12 | 15 | 27 | −12 | 12 |

| Hemma \ Borta |     |     |     |     |     |     |     |     |     |     |
| Argentina     | —   | 1–0 | 2–1 | 4–1 | 3–0 | 2–0 | 1–1 | 2–0 | 2–1 | 5–0 |
| Bolivia       | 3–3 | —   | 3–1 | 1–0 | 1–1 | 1–5 | 0–0 | 1–0 | 0–0 | 5–0 |
| Brasilien     | 3–1 | 5–0 | —   | 2–0 | 1–0 | 3–2 | 2–0 | 1–1 | 1–1 | 3–0 |
| Chile         | 0–2 | 2–2 | 3–0 | —   | 0–1 | 0–0 | 3–1 | 1–1 | 0–1 | 0–2 |
| Colombia      | 1–3 | 2–0 | 0–0 | 3–1 | —   | 0–0 | 1–2 | 0–1 | 1–0 | 3–0 |
| Ecuador       | 0–2 | 2–0 | 1–0 | 1–0 | 0–0 | —   | 2–1 | 2–1 | 1–1 | 2–0 |
| Paraguay      | 2–2 | 5–1 | 2–1 | 1–0 | 0–4 | 3–1 | —   | 5–1 | 1–0 | 3–0 |
| Peru          | 1–2 | 1–1 | 0–1 | 3–1 | 0–1 | 1–2 | 2–0 | —   | 0–2 | 1–0 |
| Uruguay       | 1–1 | 1–0 | 1–0 | 2–1 | 1–1 | 4–0 | 0–1 | 0–0 | —   | 3–1 |
| Venezuela     | 0–4 | 4–2 | 0–6 | 0–2 | 2–2 | 1–2 | 3–1 | 3–0 | 2–0 | —   |

## Resultat

### Omgång 1
|             | 28 mars 2000 | Colombia | 0 – 0   | Brasilien | Estadio Nemesio Camacho "El Campín"                    |                                                        |
| 21:00 UTC−5 | 21:00 UTC−5  |          | Rapport |           | Bogotá Publik: 42 000 Domare: Gustavo Méndez (Uruguay) | Bogotá Publik: 42 000 Domare: Gustavo Méndez (Uruguay) |
| 21:00 UTC−5 | 21:00 UTC−5  |          |         |           | Bogotá Publik: 42 000 Domare: Gustavo Méndez (Uruguay) | Bogotá Publik: 42 000 Domare: Gustavo Méndez (Uruguay) |
| 21:00 UTC−5 | 21:00 UTC−5  |          |         |           | Bogotá Publik: 42 000 Domare: Gustavo Méndez (Uruguay) | Bogotá Publik: 42 000 Domare: Gustavo Méndez (Uruguay) |

|             | 29 mars 2000 | Ecuador                  | 2 – 0   | Venezuela | Estadio Casa Blanca                                 |                                                     |
| 12:00 UTC−5 | 12:00 UTC−5  | Delgado 18′ Aguinaga 57′ | Rapport |           | Quito Publik: 37 288 Domare: Eduardo Gamboa (Chile) | Quito Publik: 37 288 Domare: Eduardo Gamboa (Chile) |
| 12:00 UTC−5 | 12:00 UTC−5  |                          |         |           | Quito Publik: 37 288 Domare: Eduardo Gamboa (Chile) | Quito Publik: 37 288 Domare: Eduardo Gamboa (Chile) |
| 12:00 UTC−5 | 12:00 UTC−5  |                          |         |           | Quito Publik: 37 288 Domare: Eduardo Gamboa (Chile) | Quito Publik: 37 288 Domare: Eduardo Gamboa (Chile) |

|             | 29 mars 2000 | Uruguay    | 1 – 0   | Bolivia | Estadio Centenario                                            |                                                               |
| 19:30 UTC−3 | 19:30 UTC−3  | García 26′ | Rapport |         | Montevideo Publik: 49 811 Domare: Antônio Pereira (Brasilien) | Montevideo Publik: 49 811 Domare: Antônio Pereira (Brasilien) |
| 19:30 UTC−3 | 19:30 UTC−3  |            |         |         | Montevideo Publik: 49 811 Domare: Antônio Pereira (Brasilien) | Montevideo Publik: 49 811 Domare: Antônio Pereira (Brasilien) |
| 19:30 UTC−3 | 19:30 UTC−3  |            |         |         | Montevideo Publik: 49 811 Domare: Antônio Pereira (Brasilien) | Montevideo Publik: 49 811 Domare: Antônio Pereira (Brasilien) |

|             | 29 mars 2000 | Peru                    | 2 – 0   | Paraguay | Estadio Nacional                                         |                                                          |
| 21:30 UTC−5 | 21:30 UTC−5  | Solano 55′ Palacios 60′ | Rapport |          | Lima Publik: 45 042 Domare: Horacio Elizondo (Argentina) | Lima Publik: 45 042 Domare: Horacio Elizondo (Argentina) |
| 21:30 UTC−5 | 21:30 UTC−5  |                         |         |          | Lima Publik: 45 042 Domare: Horacio Elizondo (Argentina) | Lima Publik: 45 042 Domare: Horacio Elizondo (Argentina) |
| 21:30 UTC−5 | 21:30 UTC−5  |                         |         |          | Lima Publik: 45 042 Domare: Horacio Elizondo (Argentina) | Lima Publik: 45 042 Domare: Horacio Elizondo (Argentina) |

|             | 29 mars 2000 | Argentina                                       | 4 – 1   | Chile     | Estadio Monumental Antonio Vespucio Liberti                |                                                            |
| 21:30 UTC−3 | 21:30 UTC−3  | Batistuta 9′ Verón 33′, 71′ (str.) C. López 87′ | Rapport | Tello 29′ | Buenos Aires Publik: 46 374 Domare: Byron Moreno (Ecuador) | Buenos Aires Publik: 46 374 Domare: Byron Moreno (Ecuador) |
| 21:30 UTC−3 | 21:30 UTC−3  |                                                 |         |           | Buenos Aires Publik: 46 374 Domare: Byron Moreno (Ecuador) | Buenos Aires Publik: 46 374 Domare: Byron Moreno (Ecuador) |
| 21:30 UTC−3 | 21:30 UTC−3  |                                                 |         |           | Buenos Aires Publik: 46 374 Domare: Byron Moreno (Ecuador) | Buenos Aires Publik: 46 374 Domare: Byron Moreno (Ecuador) |

### Omgång 2
|             | 26 april 2000 | Bolivia     | 1 – 1   | Colombia     | Estadio Hernando Siles                          |                                                 |
| 12:00 UTC−4 | 12:00 UTC−4   | Sánchez 16′ | Rapport | Castillo 32′ | La Paz Publik: 35 500 Domare: José Arana (Peru) | La Paz Publik: 35 500 Domare: José Arana (Peru) |
| 12:00 UTC−4 | 12:00 UTC−4   |             |         |              | La Paz Publik: 35 500 Domare: José Arana (Peru) | La Paz Publik: 35 500 Domare: José Arana (Peru) |
| 12:00 UTC−4 | 12:00 UTC−4   |             |         |              | La Paz Publik: 35 500 Domare: José Arana (Peru) | La Paz Publik: 35 500 Domare: José Arana (Peru) |

|             | 26 april 2000 | Venezuela | 0 – 4   | Argentina                           | Estadio José Pachencho Romero                               |                                                             |
| 19:00 UTC−4 | 19:00 UTC−4   |           | Rapport | Ayala 8′ Ortega 24′, 77′ Crespo 89′ | Maracaibo Publik: 19 355 Domare: Carlos Amarilla (Paraguay) | Maracaibo Publik: 19 355 Domare: Carlos Amarilla (Paraguay) |
| 19:00 UTC−4 | 19:00 UTC−4   |           |         |                                     | Maracaibo Publik: 19 355 Domare: Carlos Amarilla (Paraguay) | Maracaibo Publik: 19 355 Domare: Carlos Amarilla (Paraguay) |
| 19:00 UTC−4 | 19:00 UTC−4   |           |         |                                     | Maracaibo Publik: 19 355 Domare: Carlos Amarilla (Paraguay) | Maracaibo Publik: 19 355 Domare: Carlos Amarilla (Paraguay) |

|             | 26 april 2000 | Paraguay  | 1 – 0   | Uruguay | Estadio Defensores del Chaco                              |                                                           |
| 19:00 UTC−4 | 19:00 UTC−4   | Ayala 35′ | Rapport |         | Asunción Publik: 18 350 Domare: Ángel Sánchez (Argentina) | Asunción Publik: 18 350 Domare: Ángel Sánchez (Argentina) |
| 19:00 UTC−4 | 19:00 UTC−4   |           |         |         | Asunción Publik: 18 350 Domare: Ángel Sánchez (Argentina) | Asunción Publik: 18 350 Domare: Ángel Sánchez (Argentina) |
| 19:00 UTC−4 | 19:00 UTC−4   |           |         |         | Asunción Publik: 18 350 Domare: Ángel Sánchez (Argentina) | Asunción Publik: 18 350 Domare: Ángel Sánchez (Argentina) |

|             | 26 april 2000 | Chile      | 1 – 1   | Peru     | Estadio Nacional                                             |                                                              |
| 21:00 UTC−4 | 21:00 UTC−4   | Margas 42′ | Rapport | Jayo 38′ | Santiago Publik: 44 979 Domare: Epifanio González (Paraguay) | Santiago Publik: 44 979 Domare: Epifanio González (Paraguay) |
| 21:00 UTC−4 | 21:00 UTC−4   |            |         |          | Santiago Publik: 44 979 Domare: Epifanio González (Paraguay) | Santiago Publik: 44 979 Domare: Epifanio González (Paraguay) |
| 21:00 UTC−4 | 21:00 UTC−4   |            |         |          | Santiago Publik: 44 979 Domare: Epifanio González (Paraguay) | Santiago Publik: 44 979 Domare: Epifanio González (Paraguay) |

|             | 26 april 2000 | Brasilien                 | 3 – 2   | Ecuador                     | Estádio do Morumbi                                          |                                                             |
| 21:50 UTC−3 | 21:50 UTC−3   | Rivaldo 18′, 51′ Zago 43′ | Rapport | Aguinaga 12′ De la Cruz 75′ | São Paulo Publik: 64 738 Domare: Henry Cervantes (Colombia) | São Paulo Publik: 64 738 Domare: Henry Cervantes (Colombia) |
| 21:50 UTC−3 | 21:50 UTC−3   |                           |         |                             | São Paulo Publik: 64 738 Domare: Henry Cervantes (Colombia) | São Paulo Publik: 64 738 Domare: Henry Cervantes (Colombia) |
| 21:50 UTC−3 | 21:50 UTC−3   |                           |         |                             | São Paulo Publik: 64 738 Domare: Henry Cervantes (Colombia) | São Paulo Publik: 64 738 Domare: Henry Cervantes (Colombia) |

### Omgång 3
|             | 3 juni 2000 | Uruguay               | 2 – 1   | Chile               | Estadio Centenario                                                |                                                                   |
| 17:00 UTC−3 | 17:00 UTC−3 | Silva 35′ Montero 42′ | Rapport | Zamorano 39′ (str.) | Montevideo Publik: 60 000 Domare: Robert Troxler Ayala (Paraguay) | Montevideo Publik: 60 000 Domare: Robert Troxler Ayala (Paraguay) |
| 17:00 UTC−3 | 17:00 UTC−3 |                       |         |                     | Montevideo Publik: 60 000 Domare: Robert Troxler Ayala (Paraguay) | Montevideo Publik: 60 000 Domare: Robert Troxler Ayala (Paraguay) |
| 17:00 UTC−3 | 17:00 UTC−3 |                       |         |                     | Montevideo Publik: 60 000 Domare: Robert Troxler Ayala (Paraguay) | Montevideo Publik: 60 000 Domare: Robert Troxler Ayala (Paraguay) |

|             | 3 juni 2000 | Paraguay                     | 3 – 1   | Ecuador      | Estadio Defensores del Chaco                                     |                                                                  |
| 18:15 UTC−4 | 18:15 UTC−4 | Toledo 10′ Brizuela 42′, 63′ | Rapport | Graziani 87′ | Asunción Publik: 22 000 Domare: Gustavo Gallesio Greco (Uruguay) | Asunción Publik: 22 000 Domare: Gustavo Gallesio Greco (Uruguay) |
| 18:15 UTC−4 | 18:15 UTC−4 |                              |         |              | Asunción Publik: 22 000 Domare: Gustavo Gallesio Greco (Uruguay) | Asunción Publik: 22 000 Domare: Gustavo Gallesio Greco (Uruguay) |
| 18:15 UTC−4 | 18:15 UTC−4 |                              |         |              | Asunción Publik: 22 000 Domare: Gustavo Gallesio Greco (Uruguay) | Asunción Publik: 22 000 Domare: Gustavo Gallesio Greco (Uruguay) |

|             | 4 juni 2000 | Argentina    | 1 – 0   | Bolivia | Estadio Monumental Antonio Vespucio Liberti                               |                                                                           |
| 15:00 UTC−3 | 15:00 UTC−3 | G. López 83′ | Rapport |         | Buenos Aires Publik: 50 669 Domare: Márcio Rezende de Freitas (Brasilien) | Buenos Aires Publik: 50 669 Domare: Márcio Rezende de Freitas (Brasilien) |
| 15:00 UTC−3 | 15:00 UTC−3 |              |         |         | Buenos Aires Publik: 50 669 Domare: Márcio Rezende de Freitas (Brasilien) | Buenos Aires Publik: 50 669 Domare: Márcio Rezende de Freitas (Brasilien) |
| 15:00 UTC−3 | 15:00 UTC−3 |              |         |         | Buenos Aires Publik: 50 669 Domare: Márcio Rezende de Freitas (Brasilien) | Buenos Aires Publik: 50 669 Domare: Márcio Rezende de Freitas (Brasilien) |

|             | 4 juni 2000 | Peru | 0 – 1   | Brasilien | Estadio Nacional                                       |                                                        |
| 15:15 UTC−5 | 15:15 UTC−5 |      | Rapport | Zago 34′  | Lima Publik: 45 000 Domare: Daniel Giménez (Argentina) | Lima Publik: 45 000 Domare: Daniel Giménez (Argentina) |
| 15:15 UTC−5 | 15:15 UTC−5 |      |         |           | Lima Publik: 45 000 Domare: Daniel Giménez (Argentina) | Lima Publik: 45 000 Domare: Daniel Giménez (Argentina) |
| 15:15 UTC−5 | 15:15 UTC−5 |      |         |           | Lima Publik: 45 000 Domare: Daniel Giménez (Argentina) | Lima Publik: 45 000 Domare: Daniel Giménez (Argentina) |

|             | 4 juni 2000 | Colombia                               | 3 – 0   | Venezuela | Estadio Nemesio Camacho "El Campín"                   |                                                       |
| 17:30 UTC−5 | 17:30 UTC−5 | Viveros 27′ Córdoba 42′ Valenciano 89′ | Rapport |           | Bogotá Publik: 20 854 Domare: Oscar Godoi (Brasilien) | Bogotá Publik: 20 854 Domare: Oscar Godoi (Brasilien) |
| 17:30 UTC−5 | 17:30 UTC−5 |                                        |         |           | Bogotá Publik: 20 854 Domare: Oscar Godoi (Brasilien) | Bogotá Publik: 20 854 Domare: Oscar Godoi (Brasilien) |
| 17:30 UTC−5 | 17:30 UTC−5 |                                        |         |           | Bogotá Publik: 20 854 Domare: Oscar Godoi (Brasilien) | Bogotá Publik: 20 854 Domare: Oscar Godoi (Brasilien) |

### Omgång 4
|             | 28 juni 2000 | Venezuela                                                  | 4 – 2   | Bolivia                   | Estadio Polideportivo de Pueblo Nuevo                         |                                                               |
| 19:00 UTC−4 | 19:00 UTC−4  | Mea Vitali 24′ Morán 38′ Savarese 61′ Tortolero 68′ (str.) | Rapport | Moreno 49′ Baldivieso 58′ | San Cristóbal Publik: 7 000 Domare: Rogger Zambrano (Ecuador) | San Cristóbal Publik: 7 000 Domare: Rogger Zambrano (Ecuador) |
| 19:00 UTC−4 | 19:00 UTC−4  |                                                            |         |                           | San Cristóbal Publik: 7 000 Domare: Rogger Zambrano (Ecuador) | San Cristóbal Publik: 7 000 Domare: Rogger Zambrano (Ecuador) |
| 19:00 UTC−4 | 19:00 UTC−4  |                                                            |         |                           | San Cristóbal Publik: 7 000 Domare: Rogger Zambrano (Ecuador) | San Cristóbal Publik: 7 000 Domare: Rogger Zambrano (Ecuador) |

|             | 28 juni 2000 | Brasilien   | 1 – 1   | Uruguay  | Estádio do Maracanã                                         |                                                             |
| 21:40 UTC−3 | 21:40 UTC−3  | Rivaldo 85′ | Rapport | Silva 5′ | Rio de Janeiro Publik: 50 000 Domare: Óscar Ruiz (Colombia) | Rio de Janeiro Publik: 50 000 Domare: Óscar Ruiz (Colombia) |
| 21:40 UTC−3 | 21:40 UTC−3  |             |         |          | Rio de Janeiro Publik: 50 000 Domare: Óscar Ruiz (Colombia) | Rio de Janeiro Publik: 50 000 Domare: Óscar Ruiz (Colombia) |
| 21:40 UTC−3 | 21:40 UTC−3  |             |         |          | Rio de Janeiro Publik: 50 000 Domare: Óscar Ruiz (Colombia) | Rio de Janeiro Publik: 50 000 Domare: Óscar Ruiz (Colombia) |

|             | 29 juni 2000 | Ecuador               | 2 – 1   | Peru        | Estadio Olímpico Atahualpa                                    |                                                               |
| 16:00 UTC−5 | 16:00 UTC−5  | Chalá 14′ Hurtado 51′ | Rapport | Pajuelo 73′ | Quito Publik: 40 167 Domare: Carlos Eugênio Simon (Brasilien) | Quito Publik: 40 167 Domare: Carlos Eugênio Simon (Brasilien) |
| 16:00 UTC−5 | 16:00 UTC−5  |                       |         |             | Quito Publik: 40 167 Domare: Carlos Eugênio Simon (Brasilien) | Quito Publik: 40 167 Domare: Carlos Eugênio Simon (Brasilien) |
| 16:00 UTC−5 | 16:00 UTC−5  |                       |         |             | Quito Publik: 40 167 Domare: Carlos Eugênio Simon (Brasilien) | Quito Publik: 40 167 Domare: Carlos Eugênio Simon (Brasilien) |

|             | 29 juni 2000 | Chile                                           | 3 – 1   | Paraguay    | Estadio Nacional de Chile                                  |                                                            |
| 19:45 UTC−4 | 19:45 UTC−4  | Caniza 19′ (sjm.) Salas 35′ Zamorano 80′ (str.) | Rapport | Cardozo 71′ | Santiago Publik: 53 970 Domare: Claudio Martin (Argentina) | Santiago Publik: 53 970 Domare: Claudio Martin (Argentina) |
| 19:45 UTC−4 | 19:45 UTC−4  |                                                 |         |             | Santiago Publik: 53 970 Domare: Claudio Martin (Argentina) | Santiago Publik: 53 970 Domare: Claudio Martin (Argentina) |
| 19:45 UTC−4 | 19:45 UTC−4  |                                                 |         |             | Santiago Publik: 53 970 Domare: Claudio Martin (Argentina) | Santiago Publik: 53 970 Domare: Claudio Martin (Argentina) |

|             | 29 juni 2000 | Colombia   | 1 – 3   | Argentina                     | Estadio Nemesio Camacho "El Campín"                     |                                                         |
| 20:30 UTC−5 | 20:30 UTC−5  | Oviedo 26′ | Rapport | Batistuta 23′, 44′ Crespo 75′ | Bogotá Publik: 43 246 Domare: Jorge Larrionda (Uruguay) | Bogotá Publik: 43 246 Domare: Jorge Larrionda (Uruguay) |
| 20:30 UTC−5 | 20:30 UTC−5  |            |         |                               | Bogotá Publik: 43 246 Domare: Jorge Larrionda (Uruguay) | Bogotá Publik: 43 246 Domare: Jorge Larrionda (Uruguay) |
| 20:30 UTC−5 | 20:30 UTC−5  |            |         |                               | Bogotá Publik: 43 246 Domare: Jorge Larrionda (Uruguay) | Bogotá Publik: 43 246 Domare: Jorge Larrionda (Uruguay) |

### Omgång 5
|             | 18 juli 2000 | Uruguay                               | 3 – 1   | Venezuela   | Estadio Centenario                                      |                                                         |
| 19:30 UTC−3 | 19:30 UTC−3  | Olivera 28′ Rodríguez 53′ Olivera 92′ | Rapport | Noriega 23′ | Montevideo Publik: 58 000 Domare: René Ortubé (Bolivia) | Montevideo Publik: 58 000 Domare: René Ortubé (Bolivia) |
| 19:30 UTC−3 | 19:30 UTC−3  |                                       |         |             | Montevideo Publik: 58 000 Domare: René Ortubé (Bolivia) | Montevideo Publik: 58 000 Domare: René Ortubé (Bolivia) |
| 19:30 UTC−3 | 19:30 UTC−3  |                                       |         |             | Montevideo Publik: 58 000 Domare: René Ortubé (Bolivia) | Montevideo Publik: 58 000 Domare: René Ortubé (Bolivia) |

|             | 18 juli 2000 | Paraguay              | 2 – 1   | Brasilien   | Estadio Defensores del Chaco                              |                                                           |
| 20:40 UTC−4 | 20:40 UTC−4  | Paredes 6′ Campos 83′ | Rapport | Rivaldo 74′ | Asunción Publik: 40 000 Domare: Jorge Larrionda (Uruguay) | Asunción Publik: 40 000 Domare: Jorge Larrionda (Uruguay) |
| 20:40 UTC−4 | 20:40 UTC−4  |                       |         |             | Asunción Publik: 40 000 Domare: Jorge Larrionda (Uruguay) | Asunción Publik: 40 000 Domare: Jorge Larrionda (Uruguay) |
| 20:40 UTC−4 | 20:40 UTC−4  |                       |         |             | Asunción Publik: 40 000 Domare: Jorge Larrionda (Uruguay) | Asunción Publik: 40 000 Domare: Jorge Larrionda (Uruguay) |

|             | 19 juli 2000 | Bolivia    | 1 – 0   | Chile | Estadio Hernando Siles                                    |                                                           |
| 16:10 UTC−4 | 16:10 UTC−4  | Suárez 85′ | Rapport |       | La Paz Publik: 35 412 Domare: John Toro Rendón (Colombia) | La Paz Publik: 35 412 Domare: John Toro Rendón (Colombia) |
| 16:10 UTC−4 | 16:10 UTC−4  |            |         |       | La Paz Publik: 35 412 Domare: John Toro Rendón (Colombia) | La Paz Publik: 35 412 Domare: John Toro Rendón (Colombia) |
| 16:10 UTC−4 | 16:10 UTC−4  |            |         |       | La Paz Publik: 35 412 Domare: John Toro Rendón (Colombia) | La Paz Publik: 35 412 Domare: John Toro Rendón (Colombia) |

|             | 19 juli 2000 | Argentina               | 2 – 0   | Ecuador | Estadio Monumental Antonio Vespucio Liberti                |                                                            |
| 21:00 UTC−3 | 21:00 UTC−3  | Crespo 29′ C. López 49′ | Rapport |         | Buenos Aires Publik: 44 199 Domare: Daniel Bello (Uruguay) | Buenos Aires Publik: 44 199 Domare: Daniel Bello (Uruguay) |
| 21:00 UTC−3 | 21:00 UTC−3  |                         |         |         | Buenos Aires Publik: 44 199 Domare: Daniel Bello (Uruguay) | Buenos Aires Publik: 44 199 Domare: Daniel Bello (Uruguay) |
| 21:00 UTC−3 | 21:00 UTC−3  |                         |         |         | Buenos Aires Publik: 44 199 Domare: Daniel Bello (Uruguay) | Buenos Aires Publik: 44 199 Domare: Daniel Bello (Uruguay) |

|             | 19 juli 2000 | Peru | 0 – 1   | Colombia  | Estadio Nacional                                         |                                                          |
| 21:10 UTC−5 | 21:10 UTC−5  |      | Rapport | Ángel 48′ | Lima Publik: 32 207 Domare: Mario Sánchez Yanten (Chile) | Lima Publik: 32 207 Domare: Mario Sánchez Yanten (Chile) |
| 21:10 UTC−5 | 21:10 UTC−5  |      |         |           | Lima Publik: 32 207 Domare: Mario Sánchez Yanten (Chile) | Lima Publik: 32 207 Domare: Mario Sánchez Yanten (Chile) |
| 21:10 UTC−5 | 21:10 UTC−5  |      |         |           | Lima Publik: 32 207 Domare: Mario Sánchez Yanten (Chile) | Lima Publik: 32 207 Domare: Mario Sánchez Yanten (Chile) |

### Omgång 6
|             | 25 juli 2000 | Ecuador | 0 – 0   | Colombia | Estadio Olímpico Atahualpa                            |                                                       |
| 16:00 UTC−5 | 16:00 UTC−5  |         | Rapport |          | Quito Publik: 37 617 Domare: Ubaldo Aquino (Paraguay) | Quito Publik: 37 617 Domare: Ubaldo Aquino (Paraguay) |
| 16:00 UTC−5 | 16:00 UTC−5  |         |         |          | Quito Publik: 37 617 Domare: Ubaldo Aquino (Paraguay) | Quito Publik: 37 617 Domare: Ubaldo Aquino (Paraguay) |
| 16:00 UTC−5 | 16:00 UTC−5  |         |         |          | Quito Publik: 37 617 Domare: Ubaldo Aquino (Paraguay) | Quito Publik: 37 617 Domare: Ubaldo Aquino (Paraguay) |

|             | 25 juli 2000 | Venezuela | 0 – 2   | Chile                  | Estadio Polideportivo de Pueblo Nuevo                            |                                                                  |
| 19:00 UTC−4 | 19:00 UTC−4  |           | Rapport | Tapia 70′ Zamorano 89′ | San Cristóbal Publik: 14 880 Domare: Héctor Baldassi (Argentina) | San Cristóbal Publik: 14 880 Domare: Héctor Baldassi (Argentina) |
| 19:00 UTC−4 | 19:00 UTC−4  |           |         |                        | San Cristóbal Publik: 14 880 Domare: Héctor Baldassi (Argentina) | San Cristóbal Publik: 14 880 Domare: Héctor Baldassi (Argentina) |
| 19:00 UTC−4 | 19:00 UTC−4  |           |         |                        | San Cristóbal Publik: 14 880 Domare: Héctor Baldassi (Argentina) | San Cristóbal Publik: 14 880 Domare: Héctor Baldassi (Argentina) |

|             | 26 juli 2000 | Uruguay | 0 – 0   | Peru | Estadio Centenario                                        |                                                           |
| 19:30 UTC−3 | 19:30 UTC−3  |         | Rapport |      | Montevideo Publik: 54 345 Domare: Oscar Godoi (Brasilien) | Montevideo Publik: 54 345 Domare: Oscar Godoi (Brasilien) |
| 19:30 UTC−3 | 19:30 UTC−3  |         |         |      | Montevideo Publik: 54 345 Domare: Oscar Godoi (Brasilien) | Montevideo Publik: 54 345 Domare: Oscar Godoi (Brasilien) |
| 19:30 UTC−3 | 19:30 UTC−3  |         |         |      | Montevideo Publik: 54 345 Domare: Oscar Godoi (Brasilien) | Montevideo Publik: 54 345 Domare: Oscar Godoi (Brasilien) |

|             | 26 juli 2000 | Brasilien                | 3 – 1   | Argentina     | Estadio do Morumbi                                        |                                                           |
| 21:40 UTC−3 | 21:40 UTC−3  | Alex 5′ Vampeta 45′, 50′ | Rapport | Almeyda 45+1′ | São Paulo Publik: 80 000 Domare: Gustavo Méndez (Uruguay) | São Paulo Publik: 80 000 Domare: Gustavo Méndez (Uruguay) |
| 21:40 UTC−3 | 21:40 UTC−3  |                          |         |               | São Paulo Publik: 80 000 Domare: Gustavo Méndez (Uruguay) | São Paulo Publik: 80 000 Domare: Gustavo Méndez (Uruguay) |
| 21:40 UTC−3 | 21:40 UTC−3  |                          |         |               | São Paulo Publik: 80 000 Domare: Gustavo Méndez (Uruguay) | São Paulo Publik: 80 000 Domare: Gustavo Méndez (Uruguay) |

|             | 27 juli 2000 | Bolivia | 0 – 0   | Paraguay | Estadio Hernando Siles                                    |                                                           |
| 16:10 UTC−4 | 16:10 UTC−4  |         | Rapport |          | La Paz Publik: 39 142 Domare: Luciano Almeida (Brasilien) | La Paz Publik: 39 142 Domare: Luciano Almeida (Brasilien) |
| 16:10 UTC−4 | 16:10 UTC−4  |         |         |          | La Paz Publik: 39 142 Domare: Luciano Almeida (Brasilien) | La Paz Publik: 39 142 Domare: Luciano Almeida (Brasilien) |
| 16:10 UTC−4 | 16:10 UTC−4  |         |         |          | La Paz Publik: 39 142 Domare: Luciano Almeida (Brasilien) | La Paz Publik: 39 142 Domare: Luciano Almeida (Brasilien) |

### Omgång 7
|             | 15 augusti 2000 | Colombia     | 1 – 0   | Uruguay | Estadio Nemesio Camacho "El Campín"                      |                                                          |
| 18:00 UTC−5 | 18:00 UTC−5     | Castillo 75′ | Rapport |         | Bogotá Publik: 31 000 Domare: Daniel Giménez (Argentina) | Bogotá Publik: 31 000 Domare: Daniel Giménez (Argentina) |
| 18:00 UTC−5 | 18:00 UTC−5     |              |         |         | Bogotá Publik: 31 000 Domare: Daniel Giménez (Argentina) | Bogotá Publik: 31 000 Domare: Daniel Giménez (Argentina) |
| 18:00 UTC−5 | 18:00 UTC−5     |              |         |         | Bogotá Publik: 31 000 Domare: Daniel Giménez (Argentina) | Bogotá Publik: 31 000 Domare: Daniel Giménez (Argentina) |

|             | 15 augusti 2000 | Chile                            | 3 – 0   | Brasilien | Estadio Nacional                                             |                                                              |
| 21:00 UTC−4 | 21:00 UTC−4     | Estay 25′ Zamorano 43′ Salas 74′ | Rapport |           | Santiago Publik: 64 671 Domare: Epifanio González (Paraguay) | Santiago Publik: 64 671 Domare: Epifanio González (Paraguay) |
| 21:00 UTC−4 | 21:00 UTC−4     |                                  |         |           | Santiago Publik: 64 671 Domare: Epifanio González (Paraguay) | Santiago Publik: 64 671 Domare: Epifanio González (Paraguay) |
| 21:00 UTC−4 | 21:00 UTC−4     |                                  |         |           | Santiago Publik: 64 671 Domare: Epifanio González (Paraguay) | Santiago Publik: 64 671 Domare: Epifanio González (Paraguay) |

|             | 16 augusti 2000 | Ecuador          | 2 – 0   | Bolivia | Estadio Casa Blanca                                     |                                                         |
| 16:00 UTC−5 | 16:00 UTC−5     | Delgado 17′, 59′ | Rapport |         | Quito Publik: 25 000 Domare: Luis Solórzano (Venezuela) | Quito Publik: 25 000 Domare: Luis Solórzano (Venezuela) |
| 16:00 UTC−5 | 16:00 UTC−5     |                  |         |         | Quito Publik: 25 000 Domare: Luis Solórzano (Venezuela) | Quito Publik: 25 000 Domare: Luis Solórzano (Venezuela) |
| 16:00 UTC−5 | 16:00 UTC−5     |                  |         |         | Quito Publik: 25 000 Domare: Luis Solórzano (Venezuela) | Quito Publik: 25 000 Domare: Luis Solórzano (Venezuela) |

|             | 16 augusti 2000 | Argentina | 1 – 1   | Paraguay  | Estadio Monumental Antonio Vespucio Liberti                              |                                                                          |
| 21:00 UTC−3 | 21:00 UTC−3     | Aimar 66′ | Rapport | Acuña 60′ | Buenos Aires Publik: 46 000 Domare: Antonio Pereira da Silva (Brasilien) | Buenos Aires Publik: 46 000 Domare: Antonio Pereira da Silva (Brasilien) |
| 21:00 UTC−3 | 21:00 UTC−3     |           |         |           | Buenos Aires Publik: 46 000 Domare: Antonio Pereira da Silva (Brasilien) | Buenos Aires Publik: 46 000 Domare: Antonio Pereira da Silva (Brasilien) |
| 21:00 UTC−3 | 21:00 UTC−3     |           |         |           | Buenos Aires Publik: 46 000 Domare: Antonio Pereira da Silva (Brasilien) | Buenos Aires Publik: 46 000 Domare: Antonio Pereira da Silva (Brasilien) |

|             | 16 augusti 2000 | Peru         | 1 – 0   | Venezuela | Estadio Nacional                                   |                                                    |
| 21:00 UTC−5 | 21:00 UTC−5     | Palacios 69′ | Rapport |           | Lima Publik: 41 084 Domare: Byron Moreno (Ecuador) | Lima Publik: 41 084 Domare: Byron Moreno (Ecuador) |
| 21:00 UTC−5 | 21:00 UTC−5     |              |         |           | Lima Publik: 41 084 Domare: Byron Moreno (Ecuador) | Lima Publik: 41 084 Domare: Byron Moreno (Ecuador) |
| 21:00 UTC−5 | 21:00 UTC−5     |              |         |           | Lima Publik: 41 084 Domare: Byron Moreno (Ecuador) | Lima Publik: 41 084 Domare: Byron Moreno (Ecuador) |

### Omgång 8
|             | 2 september 2000 | Paraguay                             | 3 – 0   | Venezuela | Estadio Defensores del Chaco                            |                                                         |
| 18:00 UTC−4 | 18:00 UTC−4      | González 30′ Cardozo 34′ Paredes 43′ | Rapport |           | Asunción Publik: 40 000 Domare: Juan Paniagua (Bolivia) | Asunción Publik: 40 000 Domare: Juan Paniagua (Bolivia) |
| 18:00 UTC−4 | 18:00 UTC−4      |                                      |         |           | Asunción Publik: 40 000 Domare: Juan Paniagua (Bolivia) | Asunción Publik: 40 000 Domare: Juan Paniagua (Bolivia) |
| 18:00 UTC−4 | 18:00 UTC−4      |                                      |         |           | Asunción Publik: 40 000 Domare: Juan Paniagua (Bolivia) | Asunción Publik: 40 000 Domare: Juan Paniagua (Bolivia) |

|             | 2 september 2000 | Chile | 0 – 1   | Colombia     | Estadio Nacional                                                 |                                                                  |
| 20:30 UTC−4 | 20:30 UTC−4      |       | Rapport | Castillo 66′ | Santiago Publik: 60 000 Domare: Gustavo Gallesio Greco (Uruguay) | Santiago Publik: 60 000 Domare: Gustavo Gallesio Greco (Uruguay) |
| 20:30 UTC−4 | 20:30 UTC−4      |       |         |              | Santiago Publik: 60 000 Domare: Gustavo Gallesio Greco (Uruguay) | Santiago Publik: 60 000 Domare: Gustavo Gallesio Greco (Uruguay) |
| 20:30 UTC−4 | 20:30 UTC−4      |       |         |              | Santiago Publik: 60 000 Domare: Gustavo Gallesio Greco (Uruguay) | Santiago Publik: 60 000 Domare: Gustavo Gallesio Greco (Uruguay) |

|             | 3 september 2000 | Uruguay                                         | 4 – 0   | Ecuador | Estadio Centenario                                           |                                                              |
| 15:00 UTC−3 | 15:00 UTC−3      | Magallanes 15′ Silva 37′ Olivera 50′ Cedrés 86′ | Rapport |         | Montevideo Publik: 62 000 Domare: Henry Cervantes (Colombia) | Montevideo Publik: 62 000 Domare: Henry Cervantes (Colombia) |
| 15:00 UTC−3 | 15:00 UTC−3      |                                                 |         |         | Montevideo Publik: 62 000 Domare: Henry Cervantes (Colombia) | Montevideo Publik: 62 000 Domare: Henry Cervantes (Colombia) |
| 15:00 UTC−3 | 15:00 UTC−3      |                                                 |         |         | Montevideo Publik: 62 000 Domare: Henry Cervantes (Colombia) | Montevideo Publik: 62 000 Domare: Henry Cervantes (Colombia) |

|             | 3 september 2000 | Peru              | 1 – 2   | Argentina            | Estadio Nacional                                  |                                                   |
| 17:00 UTC−5 | 17:00 UTC−5      | Samuel 68′ (sjm.) | Rapport | Crespo 25′ Verón 37′ | Lima Publik: 43 951 Domare: Óscar Ruiz (Colombia) | Lima Publik: 43 951 Domare: Óscar Ruiz (Colombia) |
| 17:00 UTC−5 | 17:00 UTC−5      |                   |         |                      | Lima Publik: 43 951 Domare: Óscar Ruiz (Colombia) | Lima Publik: 43 951 Domare: Óscar Ruiz (Colombia) |
| 17:00 UTC−5 | 17:00 UTC−5      |                   |         |                      | Lima Publik: 43 951 Domare: Óscar Ruiz (Colombia) | Lima Publik: 43 951 Domare: Óscar Ruiz (Colombia) |

|             | 3 september 2000 | Brasilien                                                 | 5 – 0   | Bolivia | Estádio do Maracanã                                          |                                                              |
| 17:00 UTC−3 | 17:00 UTC−3      | Romário 11′ (str.), 77′, 80′ Rivaldo 46′ Sandy 80′ (sjm.) | Rapport |         | Rio de Janeiro Publik: 55 000 Domare: Guido Alvarado (Chile) | Rio de Janeiro Publik: 55 000 Domare: Guido Alvarado (Chile) |
| 17:00 UTC−3 | 17:00 UTC−3      |                                                           |         |         | Rio de Janeiro Publik: 55 000 Domare: Guido Alvarado (Chile) | Rio de Janeiro Publik: 55 000 Domare: Guido Alvarado (Chile) |
| 17:00 UTC−3 | 17:00 UTC−3      |                                                           |         |         | Rio de Janeiro Publik: 55 000 Domare: Guido Alvarado (Chile) | Rio de Janeiro Publik: 55 000 Domare: Guido Alvarado (Chile) |

### Omgång 9
|             | 7 oktober 2000 | Colombia | 0 – 2   | Paraguay                    | Estadio Nemesio Camacho "El Campín"                        |                                                            |
| 20:00 UTC−5 | 20:00 UTC−5    |          | Rapport | Santa Cruz 3′ Chilavert 89′ | Bogotá Publik: 42 330 Domare: Horacio Elizondo (Argentina) | Bogotá Publik: 42 330 Domare: Horacio Elizondo (Argentina) |
| 20:00 UTC−5 | 20:00 UTC−5    |          |         |                             | Bogotá Publik: 42 330 Domare: Horacio Elizondo (Argentina) | Bogotá Publik: 42 330 Domare: Horacio Elizondo (Argentina) |
| 20:00 UTC−5 | 20:00 UTC−5    |          |         |                             | Bogotá Publik: 42 330 Domare: Horacio Elizondo (Argentina) | Bogotá Publik: 42 330 Domare: Horacio Elizondo (Argentina) |

|             | 8 oktober 2000 | Venezuela | 0 – 6   | Brasilien                                                         | Estadio José Pachencho Romero                            |                                                          |
| 15:00 UTC−4 | 15:00 UTC−4    |           | Rapport | Euller 20′ Juninho Paulista 28′ Romário 31′, 36′, 38′ (str.), 63′ | Maracaibo Publik: 6 350 Domare: Ubaldo Aquino (Paraguay) | Maracaibo Publik: 6 350 Domare: Ubaldo Aquino (Paraguay) |
| 15:00 UTC−4 | 15:00 UTC−4    |           |         |                                                                   | Maracaibo Publik: 6 350 Domare: Ubaldo Aquino (Paraguay) | Maracaibo Publik: 6 350 Domare: Ubaldo Aquino (Paraguay) |
| 15:00 UTC−4 | 15:00 UTC−4    |           |         |                                                                   | Maracaibo Publik: 6 350 Domare: Ubaldo Aquino (Paraguay) | Maracaibo Publik: 6 350 Domare: Ubaldo Aquino (Paraguay) |

|             | 8 oktober 2000 | Ecuador     | 1 – 0   | Chile | Estadio Olímpico Atahualpa                               |                                                          |
| 16:00 UTC−5 | 16:00 UTC−5    | Delgado 75′ | Rapport |       | Quito Publik: 28 556 Domare: John Toro Rendón (Colombia) | Quito Publik: 28 556 Domare: John Toro Rendón (Colombia) |
| 16:00 UTC−5 | 16:00 UTC−5    |             |         |       | Quito Publik: 28 556 Domare: John Toro Rendón (Colombia) | Quito Publik: 28 556 Domare: John Toro Rendón (Colombia) |
| 16:00 UTC−5 | 16:00 UTC−5    |             |         |       | Quito Publik: 28 556 Domare: John Toro Rendón (Colombia) | Quito Publik: 28 556 Domare: John Toro Rendón (Colombia) |

|             | 8 oktober 2000 | Bolivia   | 1 – 0   | Peru | Estadio Hernando Siles                              |                                                     |
| 16:00 UTC−4 | 16:00 UTC−4    | Suárez 5′ | Rapport |      | La Paz Publik: 21 791 Domare: José Carpio (Ecuador) | La Paz Publik: 21 791 Domare: José Carpio (Ecuador) |
| 16:00 UTC−4 | 16:00 UTC−4    |           |         |      | La Paz Publik: 21 791 Domare: José Carpio (Ecuador) | La Paz Publik: 21 791 Domare: José Carpio (Ecuador) |
| 16:00 UTC−4 | 16:00 UTC−4    |           |         |      | La Paz Publik: 21 791 Domare: José Carpio (Ecuador) | La Paz Publik: 21 791 Domare: José Carpio (Ecuador) |

|             | 8 oktober 2000 | Argentina                  | 2 – 1   | Uruguay          | Estadio Monumental Antonio Vespucio Liberti                               |                                                                           |
| 20:00 UTC−3 | 20:00 UTC−3    | Gallardo 27′ Batistuta 41′ | Rapport | Ayala 49′ (sjm.) | Buenos Aires Publik: 48 792 Domare: Márcio Rezende de Freitas (Brasilien) | Buenos Aires Publik: 48 792 Domare: Márcio Rezende de Freitas (Brasilien) |
| 20:00 UTC−3 | 20:00 UTC−3    |                            |         |                  | Buenos Aires Publik: 48 792 Domare: Márcio Rezende de Freitas (Brasilien) | Buenos Aires Publik: 48 792 Domare: Márcio Rezende de Freitas (Brasilien) |
| 20:00 UTC−3 | 20:00 UTC−3    |                            |         |                  | Buenos Aires Publik: 48 792 Domare: Márcio Rezende de Freitas (Brasilien) | Buenos Aires Publik: 48 792 Domare: Márcio Rezende de Freitas (Brasilien) |

### Omgång 10
|             | 15 november 2000 | Bolivia | 0 – 0   | Uruguay | Estadio Hernando Siles                                     |                                                            |
| 16:00 UTC−4 | 16:00 UTC−4      |         | Rapport |         | La Paz Publik: 29 112 Domare: Horacio Elizondo (Argentina) | La Paz Publik: 29 112 Domare: Horacio Elizondo (Argentina) |
| 16:00 UTC−4 | 16:00 UTC−4      |         |         |         | La Paz Publik: 29 112 Domare: Horacio Elizondo (Argentina) | La Paz Publik: 29 112 Domare: Horacio Elizondo (Argentina) |
| 16:00 UTC−4 | 16:00 UTC−4      |         |         |         | La Paz Publik: 29 112 Domare: Horacio Elizondo (Argentina) | La Paz Publik: 29 112 Domare: Horacio Elizondo (Argentina) |

|             | 15 november 2000 | Brasilien          | 1 – 0   | Colombia | Estádio do Morumbi                                         |                                                            |
| 16:00 UTC−2 | 16:00 UTC−2      | Roque Júnior 90+3′ | Rapport |          | São Paulo Publik: 56 213 Domare: Jorge Larrionda (Uruguay) | São Paulo Publik: 56 213 Domare: Jorge Larrionda (Uruguay) |
| 16:00 UTC−2 | 16:00 UTC−2      |                    |         |          | São Paulo Publik: 56 213 Domare: Jorge Larrionda (Uruguay) | São Paulo Publik: 56 213 Domare: Jorge Larrionda (Uruguay) |
| 16:00 UTC−2 | 16:00 UTC−2      |                    |         |          | São Paulo Publik: 56 213 Domare: Jorge Larrionda (Uruguay) | São Paulo Publik: 56 213 Domare: Jorge Larrionda (Uruguay) |

|             | 15 november 2000 | Paraguay                                                                         | 5 – 1   | Peru       | Estadio Defensores del Chaco                               |                                                            |
| 19:45 UTC−3 | 19:45 UTC−3      | Santa Cruz 15′ del Solar 25′ (sjm.) Cardozo 45′ Paredes 65′ Chilavert 83′ (str.) | Rapport | García 76′ | Asunción Publik: 30 000 Domare: Daniel Giménez (Argentina) | Asunción Publik: 30 000 Domare: Daniel Giménez (Argentina) |
| 19:45 UTC−3 | 19:45 UTC−3      |                                                                                  |         |            | Asunción Publik: 30 000 Domare: Daniel Giménez (Argentina) | Asunción Publik: 30 000 Domare: Daniel Giménez (Argentina) |
| 19:45 UTC−3 | 19:45 UTC−3      |                                                                                  |         |            | Asunción Publik: 30 000 Domare: Daniel Giménez (Argentina) | Asunción Publik: 30 000 Domare: Daniel Giménez (Argentina) |

|             | 15 november 2000 | Venezuela  | 1 – 2   | Ecuador                 | Estadio José Pachencho Romero                        |                                                      |
| 19:45 UTC−4 | 19:45 UTC−4      | García 66′ | Rapport | Kaviedes 3′ Sánchez 23′ | Maracaibo Publik: 6 500 Domare: Eduardo Lecca (Peru) | Maracaibo Publik: 6 500 Domare: Eduardo Lecca (Peru) |
| 19:45 UTC−4 | 19:45 UTC−4      |            |         |                         | Maracaibo Publik: 6 500 Domare: Eduardo Lecca (Peru) | Maracaibo Publik: 6 500 Domare: Eduardo Lecca (Peru) |
| 19:45 UTC−4 | 19:45 UTC−4      |            |         |                         | Maracaibo Publik: 6 500 Domare: Eduardo Lecca (Peru) | Maracaibo Publik: 6 500 Domare: Eduardo Lecca (Peru) |

|             | 15 november 2000 | Chile | 0 – 2   | Argentina             | Estadio Nacional                                           |                                                            |
| 21:40 UTC−3 | 21:40 UTC−3      |       | Rapport | Ortega 27′ Husaín 89′ | Santiago Publik: 56 529 Domare: Carlos Amarilla (Paraguay) | Santiago Publik: 56 529 Domare: Carlos Amarilla (Paraguay) |
| 21:40 UTC−3 | 21:40 UTC−3      |       |         |                       | Santiago Publik: 56 529 Domare: Carlos Amarilla (Paraguay) | Santiago Publik: 56 529 Domare: Carlos Amarilla (Paraguay) |
| 21:40 UTC−3 | 21:40 UTC−3      |       |         |                       | Santiago Publik: 56 529 Domare: Carlos Amarilla (Paraguay) | Santiago Publik: 56 529 Domare: Carlos Amarilla (Paraguay) |

### Omgång 11
|             | 27 mars 2001 | Colombia              | 2 – 0   | Bolivia | Estadio Nemesio Camacho "El Campín"                                |                                                                    |
| 19:00 UTC−5 | 19:00 UTC−5  | Ángel 52′, 73′ (str.) | Rapport |         | Bogotá Publik: 29 998 Domare: Wilson de Souza Mendonça (Brasilien) | Bogotá Publik: 29 998 Domare: Wilson de Souza Mendonça (Brasilien) |
| 19:00 UTC−5 | 19:00 UTC−5  |                       |         |         | Bogotá Publik: 29 998 Domare: Wilson de Souza Mendonça (Brasilien) | Bogotá Publik: 29 998 Domare: Wilson de Souza Mendonça (Brasilien) |
| 19:00 UTC−5 | 19:00 UTC−5  |                       |         |         | Bogotá Publik: 29 998 Domare: Wilson de Souza Mendonça (Brasilien) | Bogotá Publik: 29 998 Domare: Wilson de Souza Mendonça (Brasilien) |

|             | 27 mars 2001 | Peru                                | 3 – 1   | Chile     | Estadio Nacional                                      |                                                       |
| 21:00 UTC−5 | 21:00 UTC−5  | Maestri 53′ Mendoza 72′ Pizarro 81′ | Rapport | Navia 61′ | Lima Publik: 38 901 Domare: Ángel Sánchez (Argentina) | Lima Publik: 38 901 Domare: Ángel Sánchez (Argentina) |
| 21:00 UTC−5 | 21:00 UTC−5  |                                     |         |           | Lima Publik: 38 901 Domare: Ángel Sánchez (Argentina) | Lima Publik: 38 901 Domare: Ángel Sánchez (Argentina) |
| 21:00 UTC−5 | 21:00 UTC−5  |                                     |         |           | Lima Publik: 38 901 Domare: Ángel Sánchez (Argentina) | Lima Publik: 38 901 Domare: Ángel Sánchez (Argentina) |

|             | 28 mars 2001 | Ecuador     | 1 – 0   | Brasilien | Estadio Olímpico Atahualpa                         |                                                    |
| 15:00 UTC−5 | 15:00 UTC−5  | Delgado 49′ | Rapport |           | Quito Publik: 40 800 Domare: Felipe Ramos (Mexiko) | Quito Publik: 40 800 Domare: Felipe Ramos (Mexiko) |
| 15:00 UTC−5 | 15:00 UTC−5  |             |         |           | Quito Publik: 40 800 Domare: Felipe Ramos (Mexiko) | Quito Publik: 40 800 Domare: Felipe Ramos (Mexiko) |
| 15:00 UTC−5 | 15:00 UTC−5  |             |         |           | Quito Publik: 40 800 Domare: Felipe Ramos (Mexiko) | Quito Publik: 40 800 Domare: Felipe Ramos (Mexiko) |

|             | 28 mars 2001 | Uruguay | 0 – 1   | Paraguay      | Estadio Centenario                                                   |                                                                      |
| 19:30 UTC−3 | 19:30 UTC−3  |         | Rapport | Alvarenga 64′ | Montevideo Publik: 50 000 Domare: José María García Aranda (Spanien) | Montevideo Publik: 50 000 Domare: José María García Aranda (Spanien) |
| 19:30 UTC−3 | 19:30 UTC−3  |         |         |               | Montevideo Publik: 50 000 Domare: José María García Aranda (Spanien) | Montevideo Publik: 50 000 Domare: José María García Aranda (Spanien) |
| 19:30 UTC−3 | 19:30 UTC−3  |         |         |               | Montevideo Publik: 50 000 Domare: José María García Aranda (Spanien) | Montevideo Publik: 50 000 Domare: José María García Aranda (Spanien) |

|             | 28 mars 2001 | Argentina                                              | 5 – 0   | Venezuela | Estadio Monumental Antonio Vespucio Liberti                 |                                                             |
| 21:30 UTC−3 | 21:30 UTC−3  | Crespo 13′ Sorín 31′ Verón 51′ Gallardo 60′ Samuel 85′ | Rapport |           | Buenos Aires Publik: 32 000 Domare: Gilberto Hidalgo (Peru) | Buenos Aires Publik: 32 000 Domare: Gilberto Hidalgo (Peru) |
| 21:30 UTC−3 | 21:30 UTC−3  |                                                        |         |           | Buenos Aires Publik: 32 000 Domare: Gilberto Hidalgo (Peru) | Buenos Aires Publik: 32 000 Domare: Gilberto Hidalgo (Peru) |
| 21:30 UTC−3 | 21:30 UTC−3  |                                                        |         |           | Buenos Aires Publik: 32 000 Domare: Gilberto Hidalgo (Peru) | Buenos Aires Publik: 32 000 Domare: Gilberto Hidalgo (Peru) |

### Omgång 12
|             | 24 april 2001 | Ecuador          | 2 – 1   | Paraguay    | Estadio Olímpico Atahualpa                             |                                                        |
| 16:00 UTC−5 | 16:00 UTC−5   | Delgado 44′, 52′ | Rapport | Cardozo 26′ | Quito Publik: 30 145 Domare: Ángel Sánchez (Argentina) | Quito Publik: 30 145 Domare: Ángel Sánchez (Argentina) |
| 16:00 UTC−5 | 16:00 UTC−5   |                  |         |             | Quito Publik: 30 145 Domare: Ángel Sánchez (Argentina) | Quito Publik: 30 145 Domare: Ángel Sánchez (Argentina) |
| 16:00 UTC−5 | 16:00 UTC−5   |                  |         |             | Quito Publik: 30 145 Domare: Ángel Sánchez (Argentina) | Quito Publik: 30 145 Domare: Ángel Sánchez (Argentina) |

|             | 24 april 2001 | Venezuela             | 2 – 2   | Colombia               | Estadio Polideportivo de Pueblo Nuevo                   |                                                         |
| 19:00 UTC−4 | 19:00 UTC−4   | Rondón 22′ Arango 82′ | Rapport | Bedoya 83′ Bonilla 88′ | San Cristóbal Publik: 19 000 Domare: Guido Aros (Chile) | San Cristóbal Publik: 19 000 Domare: Guido Aros (Chile) |
| 19:00 UTC−4 | 19:00 UTC−4   |                       |         |                        | San Cristóbal Publik: 19 000 Domare: Guido Aros (Chile) | San Cristóbal Publik: 19 000 Domare: Guido Aros (Chile) |
| 19:00 UTC−4 | 19:00 UTC−4   |                       |         |                        | San Cristóbal Publik: 19 000 Domare: Guido Aros (Chile) | San Cristóbal Publik: 19 000 Domare: Guido Aros (Chile) |

|             | 24 april 2001 | Chile | 0 – 1   | Uruguay         | Estadio Nacional                                             |                                                              |
| 21:00 UTC−4 | 21:00 UTC−4   |       | Rapport | Díaz 12′ (sjm.) | Santiago Publik: 45 676 Domare: Horacio Elizondo (Argentina) | Santiago Publik: 45 676 Domare: Horacio Elizondo (Argentina) |
| 21:00 UTC−4 | 21:00 UTC−4   |       |         |                 | Santiago Publik: 45 676 Domare: Horacio Elizondo (Argentina) | Santiago Publik: 45 676 Domare: Horacio Elizondo (Argentina) |
| 21:00 UTC−4 | 21:00 UTC−4   |       |         |                 | Santiago Publik: 45 676 Domare: Horacio Elizondo (Argentina) | Santiago Publik: 45 676 Domare: Horacio Elizondo (Argentina) |

|             | 25 april 2001 | Bolivia                       | 3 – 3   | Argentina                 | Estadio Hernando Siles                              |                                                     |
| 19:00 UTC−4 | 19:00 UTC−4   | Paz 39′ Colque 54′ Botero 81′ | Rapport | Crespo 44′, 87′ Sorín 90′ | La Paz Publik: 35 000 Domare: Óscar Ruiz (Colombia) | La Paz Publik: 35 000 Domare: Óscar Ruiz (Colombia) |
| 19:00 UTC−4 | 19:00 UTC−4   |                               |         |                           | La Paz Publik: 35 000 Domare: Óscar Ruiz (Colombia) | La Paz Publik: 35 000 Domare: Óscar Ruiz (Colombia) |
| 19:00 UTC−4 | 19:00 UTC−4   |                               |         |                           | La Paz Publik: 35 000 Domare: Óscar Ruiz (Colombia) | La Paz Publik: 35 000 Domare: Óscar Ruiz (Colombia) |

|             | 25 april 2001 | Brasilien   | 1 – 1   | Peru        | Estadio do Morumbi                                                   |                                                                      |
| 21:45 UTC−3 | 21:45 UTC−3   | Romário 65′ | Rapport | Pajuelo 77′ | São Paulo Publik: 55 000 Domare: Abdul Rahman Al-Zeid (Saudiarabien) | São Paulo Publik: 55 000 Domare: Abdul Rahman Al-Zeid (Saudiarabien) |
| 21:45 UTC−3 | 21:45 UTC−3   |             |         |             | São Paulo Publik: 55 000 Domare: Abdul Rahman Al-Zeid (Saudiarabien) | São Paulo Publik: 55 000 Domare: Abdul Rahman Al-Zeid (Saudiarabien) |
| 21:45 UTC−3 | 21:45 UTC−3   |             |         |             | São Paulo Publik: 55 000 Domare: Abdul Rahman Al-Zeid (Saudiarabien) | São Paulo Publik: 55 000 Domare: Abdul Rahman Al-Zeid (Saudiarabien) |

### Omgång 13
|             | 2 juni 2001 | Peru       | 1 – 2   | Ecuador                | Estadio Monumental "U"                               |                                                      |
| 16:00 UTC−5 | 16:00 UTC−5 | Pizarro 2′ | Rapport | Méndez 11′ Delgado 90′ | Lima Publik: 54 236 Domare: Antonio Marrufo (Mexiko) | Lima Publik: 54 236 Domare: Antonio Marrufo (Mexiko) |
| 16:00 UTC−5 | 16:00 UTC−5 |            |         |                        | Lima Publik: 54 236 Domare: Antonio Marrufo (Mexiko) | Lima Publik: 54 236 Domare: Antonio Marrufo (Mexiko) |
| 16:00 UTC−5 | 16:00 UTC−5 |            |         |                        | Lima Publik: 54 236 Domare: Antonio Marrufo (Mexiko) | Lima Publik: 54 236 Domare: Antonio Marrufo (Mexiko) |

|             | 2 juni 2001 | Paraguay    | 1 – 0   | Chile | Estadio Defensores del Chaco                                          |                                                                       |
| 19:00 UTC−4 | 19:00 UTC−4 | Paredes 90′ | Rapport |       | Asunción Publik: 35 000 Domare: Rodrigo Badilla Sequeira (Costa Rica) | Asunción Publik: 35 000 Domare: Rodrigo Badilla Sequeira (Costa Rica) |
| 19:00 UTC−4 | 19:00 UTC−4 |             |         |       | Asunción Publik: 35 000 Domare: Rodrigo Badilla Sequeira (Costa Rica) | Asunción Publik: 35 000 Domare: Rodrigo Badilla Sequeira (Costa Rica) |
| 19:00 UTC−4 | 19:00 UTC−4 |             |         |       | Asunción Publik: 35 000 Domare: Rodrigo Badilla Sequeira (Costa Rica) | Asunción Publik: 35 000 Domare: Rodrigo Badilla Sequeira (Costa Rica) |

|             | 3 juni 2001 | Argentina                         | 3 – 0   | Colombia | Estadio Monumental Antonio Vespucio Liberti                      |                                                                  |
| 15:00 UTC−3 | 15:00 UTC−3 | González 22′ López 35′ Crespo 38′ | Rapport |          | Buenos Aires Publik: 46 500 Domare: Mario Sánchez Yanten (Chile) | Buenos Aires Publik: 46 500 Domare: Mario Sánchez Yanten (Chile) |
| 15:00 UTC−3 | 15:00 UTC−3 |                                   |         |          | Buenos Aires Publik: 46 500 Domare: Mario Sánchez Yanten (Chile) | Buenos Aires Publik: 46 500 Domare: Mario Sánchez Yanten (Chile) |
| 15:00 UTC−3 | 15:00 UTC−3 |                                   |         |          | Buenos Aires Publik: 46 500 Domare: Mario Sánchez Yanten (Chile) | Buenos Aires Publik: 46 500 Domare: Mario Sánchez Yanten (Chile) |

|             | 3 juni 2001 | Bolivia                                            | 5 – 0   | Venezuela | Estadio Hernando Siles                              |                                                     |
| 16:00 UTC−4 | 16:00 UTC−4 | Baldivieso 32′, 68′ Botero 35′, 50′ Justiniano 38′ | Rapport |           | La Paz Publik: 25 000 Domare: José Carpio (Ecuador) | La Paz Publik: 25 000 Domare: José Carpio (Ecuador) |
| 16:00 UTC−4 | 16:00 UTC−4 |                                                    |         |           | La Paz Publik: 25 000 Domare: José Carpio (Ecuador) | La Paz Publik: 25 000 Domare: José Carpio (Ecuador) |
| 16:00 UTC−4 | 16:00 UTC−4 |                                                    |         |           | La Paz Publik: 25 000 Domare: José Carpio (Ecuador) | La Paz Publik: 25 000 Domare: José Carpio (Ecuador) |

|             | 1 juli 2001 | Uruguay               | 1 – 0   | Brasilien | Estadio Centenario                                        |                                                           |
| 16:00 UTC−3 | 16:00 UTC−3 | Magallanes 33′ (str.) | Rapport |           | Montevideo Publik: 61 249 Domare: Hugh Dallas (Skottland) | Montevideo Publik: 61 249 Domare: Hugh Dallas (Skottland) |
| 16:00 UTC−3 | 16:00 UTC−3 |                       |         |           | Montevideo Publik: 61 249 Domare: Hugh Dallas (Skottland) | Montevideo Publik: 61 249 Domare: Hugh Dallas (Skottland) |
| 16:00 UTC−3 | 16:00 UTC−3 |                       |         |           | Montevideo Publik: 61 249 Domare: Hugh Dallas (Skottland) | Montevideo Publik: 61 249 Domare: Hugh Dallas (Skottland) |

### Omgång 14
|             | 14 augusti 2001 | Venezuela            | 2 – 0   | Uruguay | Estadio José Pachencho Romero                                    |                                                                  |
| 19:30 UTC−4 | 19:30 UTC−4     | Morán 52′ Rondón 90′ | Rapport |         | Maracaibo Publik: 8 500 Domare: Antonio Marrufo Mendoza (Mexiko) | Maracaibo Publik: 8 500 Domare: Antonio Marrufo Mendoza (Mexiko) |
| 19:30 UTC−4 | 19:30 UTC−4     |                      |         |         | Maracaibo Publik: 8 500 Domare: Antonio Marrufo Mendoza (Mexiko) | Maracaibo Publik: 8 500 Domare: Antonio Marrufo Mendoza (Mexiko) |
| 19:30 UTC−4 | 19:30 UTC−4     |                      |         |         | Maracaibo Publik: 8 500 Domare: Antonio Marrufo Mendoza (Mexiko) | Maracaibo Publik: 8 500 Domare: Antonio Marrufo Mendoza (Mexiko) |

|             | 14 augusti 2001 | Chile          | 2 – 2   | Bolivia                    | Estadio Nacional                                           |                                                            |
| 21:30 UTC−4 | 21:30 UTC−4     | Salas 35′, 75′ | Rapport | Baldivieso 19′ Coimbra 71′ | Santiago Publik: 34 657 Domare: Daniel Giménez (Argentina) | Santiago Publik: 34 657 Domare: Daniel Giménez (Argentina) |
| 21:30 UTC−4 | 21:30 UTC−4     |                |         |                            | Santiago Publik: 34 657 Domare: Daniel Giménez (Argentina) | Santiago Publik: 34 657 Domare: Daniel Giménez (Argentina) |
| 21:30 UTC−4 | 21:30 UTC−4     |                |         |                            | Santiago Publik: 34 657 Domare: Daniel Giménez (Argentina) | Santiago Publik: 34 657 Domare: Daniel Giménez (Argentina) |

|             | 15 augusti 2001 | Ecuador | 0 – 2   | Argentina                   | Estadio Olímpico Atahualpa                             |                                                        |
| 16:00 UTC−5 | 16:00 UTC−5     |         | Rapport | Verón 19′ Crespo 34′ (str.) | Quito Publik: 38 156 Domare: Stefano Braschi (Italien) | Quito Publik: 38 156 Domare: Stefano Braschi (Italien) |
| 16:00 UTC−5 | 16:00 UTC−5     |         |         |                             | Quito Publik: 38 156 Domare: Stefano Braschi (Italien) | Quito Publik: 38 156 Domare: Stefano Braschi (Italien) |
| 16:00 UTC−5 | 16:00 UTC−5     |         |         |                             | Quito Publik: 38 156 Domare: Stefano Braschi (Italien) | Quito Publik: 38 156 Domare: Stefano Braschi (Italien) |

|             | 15 augusti 2001 | Brasilien                 | 2 – 0   | Paraguay | Estádio Olímpico Monumental                                 |                                                             |
| 21:40 UTC−3 | 21:40 UTC−3     | Marcelinho 4′ Rivaldo 69′ | Rapport |          | Porto Alegre Publik: 48 000 Domare: Hellmut Krug (Tyskland) | Porto Alegre Publik: 48 000 Domare: Hellmut Krug (Tyskland) |
| 21:40 UTC−3 | 21:40 UTC−3     |                           |         |          | Porto Alegre Publik: 48 000 Domare: Hellmut Krug (Tyskland) | Porto Alegre Publik: 48 000 Domare: Hellmut Krug (Tyskland) |
| 21:40 UTC−3 | 21:40 UTC−3     |                           |         |          | Porto Alegre Publik: 48 000 Domare: Hellmut Krug (Tyskland) | Porto Alegre Publik: 48 000 Domare: Hellmut Krug (Tyskland) |

|             | 16 augusti 2001 | Colombia | 0 – 1   | Peru       | Estadio Nemesio Camacho "El Campín"                 |                                                     |
| 20:00 UTC−5 | 20:00 UTC−5     |          | Rapport | Solano 47′ | Bogotá Publik: 33 875 Domare: Felipe Ramos (Mexiko) | Bogotá Publik: 33 875 Domare: Felipe Ramos (Mexiko) |
| 20:00 UTC−5 | 20:00 UTC−5     |          |         |            | Bogotá Publik: 33 875 Domare: Felipe Ramos (Mexiko) | Bogotá Publik: 33 875 Domare: Felipe Ramos (Mexiko) |
| 20:00 UTC−5 | 20:00 UTC−5     |          |         |            | Bogotá Publik: 33 875 Domare: Felipe Ramos (Mexiko) | Bogotá Publik: 33 875 Domare: Felipe Ramos (Mexiko) |

### Omgång 15
|             | 4 september 2001 | Chile | 0 – 2   | Venezuela           | Estadio Nacional                                      |                                                       |
| 20:00 UTC−3 | 20:00 UTC−3      |       | Rapport | Páez 56′ Arango 62′ | Santiago Publik: 30 000 Domare: René Ortubé (Bolivia) | Santiago Publik: 30 000 Domare: René Ortubé (Bolivia) |
| 20:00 UTC−3 | 20:00 UTC−3      |       |         |                     | Santiago Publik: 30 000 Domare: René Ortubé (Bolivia) | Santiago Publik: 30 000 Domare: René Ortubé (Bolivia) |
| 20:00 UTC−3 | 20:00 UTC−3      |       |         |                     | Santiago Publik: 30 000 Domare: René Ortubé (Bolivia) | Santiago Publik: 30 000 Domare: René Ortubé (Bolivia) |

|             | 4 september 2001 | Peru | 0 – 2   | Uruguay              | Estadio Nacional                                   |                                                    |
| 21:00 UTC−5 | 21:00 UTC−5      |      | Rapport | Silva 11′ Recoba 45′ | Lima Publik: 36 226 Domare: Anders Frisk (Sverige) | Lima Publik: 36 226 Domare: Anders Frisk (Sverige) |
| 21:00 UTC−5 | 21:00 UTC−5      |      |         |                      | Lima Publik: 36 226 Domare: Anders Frisk (Sverige) | Lima Publik: 36 226 Domare: Anders Frisk (Sverige) |
| 21:00 UTC−5 | 21:00 UTC−5      |      |         |                      | Lima Publik: 36 226 Domare: Anders Frisk (Sverige) | Lima Publik: 36 226 Domare: Anders Frisk (Sverige) |

|             | 5 september 2001 | Paraguay                                                  | 5 – 1   | Bolivia | Estadio Defensores del Chaco                               |                                                            |
| 19:00 UTC−4 | 19:00 UTC−4      | Paredes 33′ Cardozo 45′, 89′ Chilavert 50′ Santa Cruz 69′ | Rapport | Paz 15′ | Asunción Publik: 25 000 Domare: Luis Solórzano (Venezuela) | Asunción Publik: 25 000 Domare: Luis Solórzano (Venezuela) |
| 19:00 UTC−4 | 19:00 UTC−4      |                                                           |         |         | Asunción Publik: 25 000 Domare: Luis Solórzano (Venezuela) | Asunción Publik: 25 000 Domare: Luis Solórzano (Venezuela) |
| 19:00 UTC−4 | 19:00 UTC−4      |                                                           |         |         | Asunción Publik: 25 000 Domare: Luis Solórzano (Venezuela) | Asunción Publik: 25 000 Domare: Luis Solórzano (Venezuela) |

|             | 5 september 2001 | Argentina                    | 2 – 1   | Brasilien       | Estadio Monumental Antonio Vespucio Liberti             |                                                         |
| 20:00 UTC−3 | 20:00 UTC−3      | Gallardo 76′ Cris 84′ (sjm.) | Rapport | Ayala 2′ (sjm.) | Buenos Aires Publik: 51 000 Domare: Urs Meier (Schweiz) | Buenos Aires Publik: 51 000 Domare: Urs Meier (Schweiz) |
| 20:00 UTC−3 | 20:00 UTC−3      |                              |         |                 | Buenos Aires Publik: 51 000 Domare: Urs Meier (Schweiz) | Buenos Aires Publik: 51 000 Domare: Urs Meier (Schweiz) |
| 20:00 UTC−3 | 20:00 UTC−3      |                              |         |                 | Buenos Aires Publik: 51 000 Domare: Urs Meier (Schweiz) | Buenos Aires Publik: 51 000 Domare: Urs Meier (Schweiz) |

|             | 5 september 2001 | Colombia | 0 – 0   | Ecuador | Estadio Nemesio Camacho "El Campín"                            |                                                                |
| 20:30 UTC−5 | 20:30 UTC−5      |          | Rapport |         | Bogotá Publik: 28 487 Domare: Youssouf Al-Aqili (Saudiarabien) | Bogotá Publik: 28 487 Domare: Youssouf Al-Aqili (Saudiarabien) |
| 20:30 UTC−5 | 20:30 UTC−5      |          |         |         | Bogotá Publik: 28 487 Domare: Youssouf Al-Aqili (Saudiarabien) | Bogotá Publik: 28 487 Domare: Youssouf Al-Aqili (Saudiarabien) |
| 20:30 UTC−5 | 20:30 UTC−5      |          |         |         | Bogotá Publik: 28 487 Domare: Youssouf Al-Aqili (Saudiarabien) | Bogotá Publik: 28 487 Domare: Youssouf Al-Aqili (Saudiarabien) |

### Omgång 16
|             | 6 oktober 2001 | Bolivia     | 1 – 5   | Ecuador                                                         | Estadio Hernando Siles                                 |                                                        |
| 16:00 UTC−4 | 16:00 UTC−4    | Galindo 59′ | Rapport | de la Cruz 13′ Delgado 23′ Kaviedes 56′ Fernández 89′ Gómez 90′ | La Paz Publik: 8 000 Domare: Ángel Sánchez (Argentina) | La Paz Publik: 8 000 Domare: Ángel Sánchez (Argentina) |
| 16:00 UTC−4 | 16:00 UTC−4    |             |         |                                                                 | La Paz Publik: 8 000 Domare: Ángel Sánchez (Argentina) | La Paz Publik: 8 000 Domare: Ángel Sánchez (Argentina) |
| 16:00 UTC−4 | 16:00 UTC−4    |             |         |                                                                 | La Paz Publik: 8 000 Domare: Ángel Sánchez (Argentina) | La Paz Publik: 8 000 Domare: Ángel Sánchez (Argentina) |

|             | 6 oktober 2001 | Venezuela                   | 3 – 0   | Peru | Estadio Polideportivo de Pueblo Nuevo                             |                                                                   |
| 19:30 UTC−4 | 19:30 UTC−4    | Alvarado 54′, 77′ Morán 80′ | Rapport |      | San Cristóbal Publik: 17 220 Domare: Mario Sánchez Yanten (Chile) | San Cristóbal Publik: 17 220 Domare: Mario Sánchez Yanten (Chile) |
| 19:30 UTC−4 | 19:30 UTC−4    |                             |         |      | San Cristóbal Publik: 17 220 Domare: Mario Sánchez Yanten (Chile) | San Cristóbal Publik: 17 220 Domare: Mario Sánchez Yanten (Chile) |
| 19:30 UTC−4 | 19:30 UTC−4    |                             |         |      | San Cristóbal Publik: 17 220 Domare: Mario Sánchez Yanten (Chile) | San Cristóbal Publik: 17 220 Domare: Mario Sánchez Yanten (Chile) |

|             | 7 oktober 2001 | Uruguay               | 1 – 1   | Colombia        | Estadio Centenario                                            |                                                               |
| 16:00 UTC−3 | 16:00 UTC−3    | Magallanes 34′ (str.) | Rapport | Valentierra 67′ | Montevideo Publik: 60 000 Domare: Pierluigi Collina (Italien) | Montevideo Publik: 60 000 Domare: Pierluigi Collina (Italien) |
| 16:00 UTC−3 | 16:00 UTC−3    |                       |         |                 | Montevideo Publik: 60 000 Domare: Pierluigi Collina (Italien) | Montevideo Publik: 60 000 Domare: Pierluigi Collina (Italien) |
| 16:00 UTC−3 | 16:00 UTC−3    |                       |         |                 | Montevideo Publik: 60 000 Domare: Pierluigi Collina (Italien) | Montevideo Publik: 60 000 Domare: Pierluigi Collina (Italien) |

|             | 7 oktober 2001 | Brasilien               | 2 – 0   | Chile | Estádio Couto Pereira                                        |                                                              |
| 16:00 UTC−3 | 16:00 UTC−3    | Edílson 52′ Rivaldo 63′ | Rapport |       | Curitiba Publik: 52 000 Domare: Horacio Elizondo (Argentina) | Curitiba Publik: 52 000 Domare: Horacio Elizondo (Argentina) |
| 16:00 UTC−3 | 16:00 UTC−3    |                         |         |       | Curitiba Publik: 52 000 Domare: Horacio Elizondo (Argentina) | Curitiba Publik: 52 000 Domare: Horacio Elizondo (Argentina) |
| 16:00 UTC−3 | 16:00 UTC−3    |                         |         |       | Curitiba Publik: 52 000 Domare: Horacio Elizondo (Argentina) | Curitiba Publik: 52 000 Domare: Horacio Elizondo (Argentina) |

|             | 7 oktober 2001 | Paraguay                          | 2 – 2   | Argentina                    | Estadio Defensores del Chaco                            |                                                         |
| 18:15 UTC−3 | 18:15 UTC−3    | Chilavert 51′ (str.) Morínigo 70′ | Rapport | Pochettino 67′ Batistuta 73′ | Asunción Publik: 45 000 Domare: Gilberto Hidalgo (Peru) | Asunción Publik: 45 000 Domare: Gilberto Hidalgo (Peru) |
| 18:15 UTC−3 | 18:15 UTC−3    |                                   |         |                              | Asunción Publik: 45 000 Domare: Gilberto Hidalgo (Peru) | Asunción Publik: 45 000 Domare: Gilberto Hidalgo (Peru) |
| 18:15 UTC−3 | 18:15 UTC−3    |                                   |         |                              | Asunción Publik: 45 000 Domare: Gilberto Hidalgo (Peru) | Asunción Publik: 45 000 Domare: Gilberto Hidalgo (Peru) |

### Omgång 17
|             | 7 november 2001 | Colombia                            | 3 – 1   | Chile       | Estadio Nemesio Camacho "El Campín"                      |                                                          |
| 16:00 UTC−5 | 16:00 UTC−5     | Grisales 19′ Ángel 67′ González 68′ | Rapport | Riveros 39′ | Bogotá Publik: 16 050 Domare: Daniel Giménez (Argentina) | Bogotá Publik: 16 050 Domare: Daniel Giménez (Argentina) |
| 16:00 UTC−5 | 16:00 UTC−5     |                                     |         |             | Bogotá Publik: 16 050 Domare: Daniel Giménez (Argentina) | Bogotá Publik: 16 050 Domare: Daniel Giménez (Argentina) |
| 16:00 UTC−5 | 16:00 UTC−5     |                                     |         |             | Bogotá Publik: 16 050 Domare: Daniel Giménez (Argentina) | Bogotá Publik: 16 050 Domare: Daniel Giménez (Argentina) |

|             | 7 november 2001 | Ecuador      | 1 – 1   | Uruguay            | Estadio Olímpico Atahualpa                         |                                                    |
| 16:00 UTC−5 | 16:00 UTC−5     | Kaviedes 72′ | Rapport | Olivera 43′ (str.) | Quito Publik: 40 000 Domare: Felipe Ramos (Mexiko) | Quito Publik: 40 000 Domare: Felipe Ramos (Mexiko) |
| 16:00 UTC−5 | 16:00 UTC−5     |              |         |                    | Quito Publik: 40 000 Domare: Felipe Ramos (Mexiko) | Quito Publik: 40 000 Domare: Felipe Ramos (Mexiko) |
| 16:00 UTC−5 | 16:00 UTC−5     |              |         |                    | Quito Publik: 40 000 Domare: Felipe Ramos (Mexiko) | Quito Publik: 40 000 Domare: Felipe Ramos (Mexiko) |

|             | 7 november 2001 | Bolivia                     | 3 – 1   | Brasilien   | Estadio Hernando Siles                                   |                                                          |
| 20:00 UTC−4 | 20:00 UTC−4     | Paz 42′ Baldivieso 70′, 89′ | Rapport | Edílson 26′ | La Paz Publik: 32 574 Domare: Luis Solórzano (Venezuela) | La Paz Publik: 32 574 Domare: Luis Solórzano (Venezuela) |
| 20:00 UTC−4 | 20:00 UTC−4     |                             |         |             | La Paz Publik: 32 574 Domare: Luis Solórzano (Venezuela) | La Paz Publik: 32 574 Domare: Luis Solórzano (Venezuela) |
| 20:00 UTC−4 | 20:00 UTC−4     |                             |         |             | La Paz Publik: 32 574 Domare: Luis Solórzano (Venezuela) | La Paz Publik: 32 574 Domare: Luis Solórzano (Venezuela) |

|             | 8 november 2001 | Argentina            | 2 – 0   | Peru | Estadio Monumental Antonio Vespucio Liberti                   |                                                               |
| 18:00 UTC−3 | 18:00 UTC−3     | Samuel 46′ López 84′ | Rapport |      | Buenos Aires Publik: 18 901 Domare: Jorge Larrionda (Uruguay) | Buenos Aires Publik: 18 901 Domare: Jorge Larrionda (Uruguay) |
| 18:00 UTC−3 | 18:00 UTC−3     |                      |         |      | Buenos Aires Publik: 18 901 Domare: Jorge Larrionda (Uruguay) | Buenos Aires Publik: 18 901 Domare: Jorge Larrionda (Uruguay) |
| 18:00 UTC−3 | 18:00 UTC−3     |                      |         |      | Buenos Aires Publik: 18 901 Domare: Jorge Larrionda (Uruguay) | Buenos Aires Publik: 18 901 Domare: Jorge Larrionda (Uruguay) |

|             | 8 november 2001 | Venezuela                         | 3 – 1   | Paraguay        | Estadio Polideportivo de Pueblo Nuevo                             |                                                                   |
| 19:00 UTC−4 | 19:00 UTC−4     | Morán 2′ Noriega 22′ González 40′ | Rapport | Arce 28′ (str.) | San Cristóbal Publik: 22 500 Domare: Horacio Elizondo (Argentina) | San Cristóbal Publik: 22 500 Domare: Horacio Elizondo (Argentina) |
| 19:00 UTC−4 | 19:00 UTC−4     |                                   |         |                 | San Cristóbal Publik: 22 500 Domare: Horacio Elizondo (Argentina) | San Cristóbal Publik: 22 500 Domare: Horacio Elizondo (Argentina) |
| 19:00 UTC−4 | 19:00 UTC−4     |                                   |         |                 | San Cristóbal Publik: 22 500 Domare: Horacio Elizondo (Argentina) | San Cristóbal Publik: 22 500 Domare: Horacio Elizondo (Argentina) |

### Omgång 18
|             | 14 november 2001 | Peru    | 1 – 1   | Bolivia      | Estadio Monumental "U"                                 |                                                        |
| 20:30 UTC−5 | 20:30 UTC−5      | Alva 8′ | Rapport | Castillo 87′ | Lima Publik: 2 374 Domare: Héctor Baldassi (Argentina) | Lima Publik: 2 374 Domare: Héctor Baldassi (Argentina) |
| 20:30 UTC−5 | 20:30 UTC−5      |         |         |              | Lima Publik: 2 374 Domare: Héctor Baldassi (Argentina) | Lima Publik: 2 374 Domare: Héctor Baldassi (Argentina) |
| 20:30 UTC−5 | 20:30 UTC−5      |         |         |              | Lima Publik: 2 374 Domare: Héctor Baldassi (Argentina) | Lima Publik: 2 374 Domare: Héctor Baldassi (Argentina) |

|             | 14 november 2001 | Uruguay   | 1 – 1   | Argentina | Estadio Centenario                                       |                                                          |
| 20:40 UTC−3 | 20:40 UTC−3      | Silva 19′ | Rapport | López 44′ | Montevideo Publik: 48 100 Domare: Markus Merk (Tyskland) | Montevideo Publik: 48 100 Domare: Markus Merk (Tyskland) |
| 20:40 UTC−3 | 20:40 UTC−3      |           |         |           | Montevideo Publik: 48 100 Domare: Markus Merk (Tyskland) | Montevideo Publik: 48 100 Domare: Markus Merk (Tyskland) |
| 20:40 UTC−3 | 20:40 UTC−3      |           |         |           | Montevideo Publik: 48 100 Domare: Markus Merk (Tyskland) | Montevideo Publik: 48 100 Domare: Markus Merk (Tyskland) |

|             | 14 november 2001 | Chile | 0 – 0   | Ecuador | Estadio Nacional                                        |                                                         |
| 20:40 UTC−3 | 20:40 UTC−3      |       | Rapport |         | Santiago Publik: 19 237 Domare: Juan Paniagua (Bolivia) | Santiago Publik: 19 237 Domare: Juan Paniagua (Bolivia) |
| 20:40 UTC−3 | 20:40 UTC−3      |       |         |         | Santiago Publik: 19 237 Domare: Juan Paniagua (Bolivia) | Santiago Publik: 19 237 Domare: Juan Paniagua (Bolivia) |
| 20:40 UTC−3 | 20:40 UTC−3      |       |         |         | Santiago Publik: 19 237 Domare: Juan Paniagua (Bolivia) | Santiago Publik: 19 237 Domare: Juan Paniagua (Bolivia) |

|             | 14 november 2001 | Paraguay | 0 – 4   | Colombia                                      | Estadio Defensores del Chaco                          |                                                       |
| 20:40 UTC−3 | 20:40 UTC−3      |          | Rapport | Aristizábal 24′, 34′ (str.), 62′ Castillo 82′ | Asunción Publik: 25 000 Domare: Graham Poll (England) | Asunción Publik: 25 000 Domare: Graham Poll (England) |
| 20:40 UTC−3 | 20:40 UTC−3      |          |         |                                               | Asunción Publik: 25 000 Domare: Graham Poll (England) | Asunción Publik: 25 000 Domare: Graham Poll (England) |
| 20:40 UTC−3 | 20:40 UTC−3      |          |         |                                               | Asunción Publik: 25 000 Domare: Graham Poll (England) | Asunción Publik: 25 000 Domare: Graham Poll (England) |

|             | 14 november 2001 | Brasilien                   | 3 – 0   | Venezuela | Estadio Governador João Castelo                            |                                                            |
| 20:40 UTC−3 | 20:40 UTC−3      | Luizão 12′, 19′ Rivaldo 34′ | Rapport |           | São Luís Publik: 65 000 Domare: Daniel Giménez (Argentina) | São Luís Publik: 65 000 Domare: Daniel Giménez (Argentina) |
| 20:40 UTC−3 | 20:40 UTC−3      |                             |         |           | São Luís Publik: 65 000 Domare: Daniel Giménez (Argentina) | São Luís Publik: 65 000 Domare: Daniel Giménez (Argentina) |
| 20:40 UTC−3 | 20:40 UTC−3      |                             |         |           | São Luís Publik: 65 000 Domare: Daniel Giménez (Argentina) | São Luís Publik: 65 000 Domare: Daniel Giménez (Argentina) |